# Jean-Marie Renaud
Pour les articles homonymes, voir Renaud (homonymie).
 (novembre 2018).
Si vous disposez d'ouvrages ou d'articles de référence ou si vous connaissez des sites web de qualité traitant du thème abordé ici, merci de compléter l'article en donnant les références utiles à sa vérifiabilité et en les liant à la section « Notes et références ».
Jean-Marie Renaud est un officier de marine français de la Révolution française, né en 1753 à Lorient et mort le 16 février 1805 dans la mer des Bermudes. Il est connu pour son combat du 22 octobre 1794, contre les Britanniques, où il remporte une victoire sur une escadre britannique, devant Port-Louis, dans l'Océan Indien.

## Carrière
Jean-Marie Renaud commence sa carrière dans la Compagnie des Indes, d'abord comme pilotin, puis pilote et officier. En 1778, Il rejoint ensuite la marine militaire en tant qu'officier auxiliaire, il est promu lieutenant de frégate en 1784, puis sous-lieutenant de vaisseau en 1786.
Servant pendant la Révolution, il est nommé lieutenant de vaisseau en 1792.
Son principal fait d'armes est le combat de la Rivière Noire du 22 octobre 1794, où il remporte une victoire sur une escadre britannique, devant Port-Louis, dans l'Océan Indien, lorsqu'il commande la flotte française aux Mascareignes. L'escadre britannique commandée par le capitaine Samuel Obsborne est composée de deux vaisseaux, le HMS Diomede (en) et le HMS Centurion (en). L'escadre française est formée des frégates Prudente (en) et Cybèle (en) (ou sert Surcouf comme second), ainsi que du brick Le Coureur. Au cours de cette journée, l'escadre de Renaud force le blocus imposé par une escadre britannique composée de vaisseaux plus puissants auxquels il inflige des dommages importants et qu'il oblige à la retraite.
Promu capitaine de frégate en 1796 puis capitaine de vaisseau en 1797, il poursuit sa carrière avec succès. En 1799, il est placé à la tête de la base navale de Cayenne, où stationnent les corvettes Aréthuse (en) et Mutine (en).
En 1800, commandant la frégate Sirène, il combat deux frégates britanniques, et appareille pour Cayenne avec le commissaire Victor Hugues à son bord.
Le 28 janvier 1805, il prend le commandement de la frégate Ville de Milan (en) et fait voile vers la Martinique pour y porter d'importantes dépêches. Arrivé dans la mer des Bermudes, il est repéré et pris en chasse le 16 février par la frégate HMS Cleopatra (en). Ayant l'ordre d'éviter le combat, il tente de s'échapper mais est forcé à l'engagement au bout de 180 milles. Il y trouve la mort avec une trentaine d'autres marins et est remplacé par son officier en second, le capitaine de frégate Pierre Guillet. Les Français sont victorieux, mais leur frégate endommagée est capturée le 23 février par le HMS Leander.